# Grand Wizard Theodore
Grand Wizard Theodore (ur. 5 marca 1963 roku, Bronx, Nowy Jork jako Theodore Livingston) – amerykański DJ i producent hip-hopowy. Uważany jest za wynalazcę techniki scratchowania.

## Życiorys
Theodore od młodości interesował się muzyką. Jego starsi bracia Mean Gene i Disco Bee w późnych latach 70. założyli duet L Brothers i współpracowali m.in. z Grandmaster Flashem. Pod nieobecność braci Theodore uczył grać się na ich instrumentach. Kiedy bracia poznali go z Grandmaster Flashem, ten był pod wrażeniem jego umiejętności.

### Odkrycie scratchu
Theodore technikę scratchowania odkrył w 1975 mając zaledwie 13 lat. Sam Wizard o powstaniu scratchu mówi:

Pewnego dnia przyszedłem ze szkoły i jak zwykle nastawiłem gramofon. Zazwyczaj nagrywałem z niego na taśmy w radiomagnetofonie ustawionym naprzeciwko głośnika. Puściłem muzykę tak głośno, że mama wpadła do pokoju i kazała mi ją ściszyć albo wyłączyć. Ściszyłem, przytrzymując równocześnie jedną z płyt i przesuwając nią w tył i w przód, co dało efekt skreczu. Gdy odsłuchałem później nagraną taśmę, zdałem sobie sprawę, że efekt jest intrygujący.

Livingston opracował technikę zwaną needle drop polegającą na upuszczaniu igły w odpowiednim miejscu na płycie.